# Генрик Вуєць
Генрик Вуєць (пол. Henryk Wujec; 25 грудня 1940, Подлесе, Білгорай — 15 серпня 2020, Варшава) — польський політичний, громадський і профспілковий діяч. Один з засновників КОС-КОР, член всепольської комісії профспілки Солідарність. Депутат Сейму Республіки Польща у 1989—2001 роках. Державний секретар міністерства сільського господарства в уряді Єжи Бузека. У 2010—2015 роках — радник президента Польщі Броніслава Коморовського.

## Активіст соціальної самооборони
Народився у селянській сім'ї. Вступив до Варшавського університету, закінчив фізичний факультет у 1970 році. У 1977 році закінчив аспірантуру Політехнічного університету. Працював інженером-електротехніком на заводі напівпровідникових елементів Tewa.

Генрик Вуєць був противником комуністичного режиму ПНР. У 22-річному віці приєднався до опозиційного руху, вступивши до варшавського Клубу католицької інтелігенції. Влітку 1976 року допомагав робітникам, які зазнали репресій за участь у страйку на заводі «Урсус». Тоді ж став одним із засновників Комітету оборони робітників.
Повною мірою ця ідея реалізувалася у липні 1976 року, коли придушено чергові страйки робітників у містах Урсус і Радом. Багато робітників потрапили під суд, їм загрожували до 10 років позбавлення волі. І тоді ми сказали, що ходитимемо на ці судові засідання, аби показати робітникам: вони не одні.

Спочатку до нас ставилися з підозрою, робітники та їхні родичі важко вірили, що хтось хоче їм допомогти. А ми тим часом склали довгий список людей і почали збирати гроші для них. Ці гроші ми відвозили сім'ям робітників. Це все робилося відкрито, наші телефони та адреси були всім відомі. Ми публікували статті, під нашими зверненнями на захист робітників підписувалися відомі люди. По суті, це була відкрита опозиція і співробітники служб безпеки чудово знали, чим ми займаємося. Але я думаю, що на той момент вони просто нехтували нами.</br> А потім минув рік, і громадський тиск спричинив те, що влада була змушена звільнити всіх заарештованих робітників. Завдяки цій перемозі по всій Польщі активізувалися тисячі людей, які зрозуміли, що можливість заявити про свої права таки існує.

Генрик Вуєць
Був одним з ідеологів й організаторів акцій соціальної самооборони. Редагував підпільний журнал «Роботнік». Брав участь у створенні нелегальних вільних профспілок.

## Діяч «Солідарності»
У 1980 році Генрик Вуєць вступив до Солідарності. Був членом всепольської комісії й одним з провідних експертів профспілки. Загалом поділяв позиції Яцека Куроня.
13 грудня 1981 року Вуєця інтерновано військовою владою. Звільнений у вересні 1982 року. Знову заарештовано у 1984 році, звільнено та знову взято під варту у червні-вересні 1986 року. Передбачалося, що Вуєць поряд з Яцеком Куронем, Каролем Модзелевським, Адамом Міхніком, Збіґнєвом Ромашевським, Анджеєм Гвяздою, Яном Рулевським, Мар'яном Юрчиком, Северином Яворським, Гжегожем Палькою, Анджеєм Розплоховським стане підсудним на політичному процесі «ватажків антисоціалістичної змови». Проте від цього плану владі довелося відмовитись під загрозою масових протестів. Пропозицію емігрувати Вуєць, як й інші опозиціонери, рішуче відкинув.
Підпільна «Солідарність» випустила у 1984 році серію поштових марок із зображеннями політв'язнів, зокрема Генрика Вуєця.
Після звільнення Вуєць працював у науково-дослідному центрі стандартизації.
У 1987 році, коли почалося повномасштабне відтворення структур «Солідарності», Генрик Вуєць став членом Громадянського комітету руху. У 1988—1990 роках Вуєць був секретарем лідера «Солідарності» Леха Валенси, голови Громадянського комітету. Навесні 1989 року Вуєць брав участь у Круглому Столі. Засідав у секції, яка займалася питаннями профспілкового плюралізму.

## Ліберальний політик

### У парламенті та партіях
На «напіввільних» парламентських виборах 1989 року Генрака Вуєця обрано депутатом Сейму за списком Громадянського комітету «Солідарності». Тричі переобирався до Сейму Республіки Польща на вільних виборах — у 1991, 1993, 1997 роках. Належав до ліберального крила «пост-Солідарності» — прихильників Яцека Куроня, Тадеуша Мазовецького, Адама Міхніка, Збігнєва Буяка. Брав участь у створенні партій ROAD, Демократичної унії, Унії Свободи. Був членом парламентських комітетів з сільського господарства та з фінансів. У 1999—2000 роках обіймав посаду держсекретаря міністерства сільського господарства в уряді Єжи Бузека.
На виборах 2001 року Унія Свободи втратила представництво у Сеймі. Генрик Вуєць зайнявся громадською діяльністю. Працював у Товаристві соціальних й економічних інвестицій, перебував у консультативній раді польського Союзу журналістів. У 2005 році вступив у соціал-ліберальну Демократичну партію — demokraci.pl. Вийшов з неї у 2006 році через зближення партії з «пост-ПОРП».
У 2006 році Генрік Вуєць отримав орден Відродження Польщі.

### Радник президента Коморовського
На президентських виборах 2010 року Генрик Вуєць підтримував кандидата праволіберальної Громадянської платформи Броніслава Коморовського. Після обрання Коморовського президентом Вуєць став його радником. Консультував із низки політичних питань.
Активно займався розкриттям архівів останніх років існування ПНР (період, який викликає гостру полеміку серед ветеранів «Солідарності»). Перебуває у Міжнародній раді Аушвіцу та Фонді Аушвіц-Біркенау — громадських організаціях, зайнятих збереженням історичної пам'яті та підтримкою меморіалів у колишніх нацистських концтаборах.

### Позиція по Україні
На початку 2014 року Генрик Вуєць став одним з засновників польського Громадянського комітету солідарності з Україною. При цьому у 2009 році Вуєць виступав з різкою критикою «культу Бандери» на Заході України.
У липні 2014 року Вуєць висловився за застосування економічних санкцій щодо РФ.

## Сім'я
Дружина, Людвіка Вуєць, — вчителька фізики та математики, єврейка за національністю, у юності переконана комуністка, тривалий час (1965—1978) перебувала у ПОРП.
Вони прийшли з різних світів. З одного боку — єврейський, комуністичний, атеїстичний. З іншого — польський, сільський, католицький.
Людвіка Вуєць пройшла з чоловіком увесь його суспільно-політичний шлях. Перебувала у тих же підпільних організаціях ПНР і легальних партіях Третьої Речі Посполитої, нагороджена тим самим орденом, так само підтримувала кандидатуру Коморовського у 2010 році. Єдина помітна відмінність: Генрик Вуєць був депутатом сейму, Людвіка Вуєць — муніципальним радником у Варшаві. Економічні реформи 1990-х Людвіка оцінює критично:
Я гадаю, що було багато помилок. Ми обрали надто ліберальний курс і забули про суспільство. Ми влаштували перегони замість того, щоб робити все спільно, як раніше.
У 2011 році Людвіка Вуєць притягувався до суду за звинуваченням у нібито отриманому в середині 1990 років хабаря від IT-компанії Budimex Soft за сприяння у тендері на комп'ютеризацію. Довести це не вдалося; Генрік Вуєць визнав судове переслідування своєї дружини акцією антисемітських кіл. Значна частина польського загалу погодилася з такою оцінкою.
Син Генріка Вуєца, Павєл Вуєць, працював у виданні Адама Міхніка «Газета Виборча», потім в інформаційно-видавничому холдингу Agora (на чолі якого також Міхнік, компанії належить «Газета Виборча»).

## Марш російських вболівальників
У 2012 році Генрик Вуєць підтримав ідею маршу російських уболівальників Варшавою у День Росії 12 червня (на цю дату припадав матч між збірними Росії та Польщі під час Чемпіонату Європи). Свою позицію він мотивував тим, що свято 12 червня історично пов'язане з падінням СРСР: «Отже, у нас теж є привід для свята».